# Ye Shiwen
Ye Shiwen (n. 1 martie 1996, Hangzhou, Republica Populară Chineză) este o înotătoare chineză, medaliată olimpică. A participat la 2 ediții ale Jocurilor Olimpice (2012, 2016) în care a câștigat două medalii de aur.